# Hans Christof Müller-Busch
Hans Christof Müller-Busch (* 17. Juni 1943 in Neustadt an der Weinstraße) ist ein deutscher Arzt, Hochschullehrer und Autor mit den Schwerpunkten Palliativmedizin und Schmerztherapie.

## Leben
Christof Müller-Busch studierte Medizin, Psychologie und Soziologie an den Universitäten Heidelberg, Edinburgh, Hamburg und Berlin. Stationen seiner ärztlichen und wissenschaftlichen Tätigkeit waren seit 1973 das Klinikum Charlottenburg, Freie Universität Berlin, das Rudolf-Virchow-Klinikum Berlin, das Gemeinschaftskrankenhaus Herdecke sowie bis 2008 das Gemeinschaftskrankenhaus Havelhöhe in Berlin. 1980 erhielt er die Anerkennung als Facharzt für Anästhesiologie. Er habilitierte sich an der Universität Witten/Herdecke mit dem Thema „Schmerzreduktion durch Kreativität – Musiktherapie bei chronischem Schmerz“. Als Hochschullehrer lehrte er seit 1985 u. a. an den Universitäten Witten/Herdecke, der Humboldt-Universität zu Berlin, am Institute Universitaire Kurt Boesch (IUKB), Sion (Schweiz) sowie.an der Dresden International University (DIU) im Rahmen des Masterstudiengangs Palliative Care.
Hans Christof Müller-Busch lebt in Berlin und ist verheiratet mit der Logopädin Ricki Nusser-Müller-Busch. Sie haben zwei Töchter.

## Schwerpunkte wissenschaftlicher Projekte und Aktivitäten
Seine Arbeitsthemen sind Lebensqualität, Entscheidungskriterien und -konflikte am Lebensende, komplementäre und künstlerische Therapien bei Schmerz und in der Palliativmedizin, Euthanasie und Ethik, Qualitätsentwicklung in Palliativmedizin und Hospizbetreuung. 	
Von 2001 bis 2005 war Müller-Busch Mitglied der Ethics Task Force der European Association for Palliative Care (EAPC), 2006 bis 2010 Präsident der Deutschen Gesellschaft für Palliativmedizin (DGP), 2008 bis 2010 Mitglied der Zentralen Ethikkommission (ZEKO) bei der Bundesärztekammer und von 2011 bis 2019 Mitglied im Ausschuss für ethische und juristische Grundsatzfragen der Bundesärztekammer.

## Auszeichnungen und Ehrungen
- 2004: Förderpreis Palliativmedizin der Deutschen Gesellschaft für Palliativmedizin (DGP)[1]
- 2010: DIU-Team-Award Palliative Care (zus. mit Barbara Schubert, Ulrich Schuler und Ulrich Wedding) der Dresden International University (DIU)[2]
- 2012: Verdienstkreuz am Bande der Bundesrepublik Deutschland[3]
- 2017: Ehrenpreis 2016 des Deutschen Hospiz- und PalliativVerbands im Bereich „Strukturen und Rahmenbedingungen“ (zus. mit Birgit Weihrauch)[4]

## Schriften (Auswahl)
Als Autor:
- Schmerz und Musik. Gustav Fischer, Stuttgart 1997, ISBN 3-437-21106-4.
- Freiheit zum Tod und Grenzen ärztlicher Hilfe. Humanitas, Dortmund 2001, ISBN 3-928366-75-0.
- Ratgeber: Patientenverfügung und Vorsorgeplanung. Gesundheit aktiv, Bad Liebenzell 2009, ISBN 978-3-942192-00-2.
- Abschied braucht Zeit. Palliativmedizin und Ethik des Sterbens. Suhrkamp, Berlin 2012, ISBN 978-3-518-46368-0.
- mit Joachim Werner: Tot in Mitte. Bebra, Berlin 2012, ISBN 978-3-8148-0197-1.
- 80 Jahre: Auf dem Weg zum stimmigen Ende. Tredition, Ahrensburg 2023, ISBN 978-3-347-94261-5, ISBN 978-3-347-94260-8, ISBN 978-3-347-94262-2.

Als Herausgeber:
- mit Daniel Schäfer, Andreas Frewer: Perspektiven zum Sterben: Auf dem Weg zu einer Ars moriendi nova? Franz Steiner, Stuttgart 2012, ISBN 978-3-515-10189-9.
- mit Roland Berbig, Richard Faber: Krankheit, Sterben und Tod im Leben und Schreiben europäischer Schriftsteller. 2 Bände. Königshausen & Neumann, Würzburg 2017, ISBN 978-3-8260-5739-7, ISBN 978-3-8260-5892-9.
- mit Matthias Kraska: Von "Cura palliativa" bis "Palliative Care." Königshausen & Neumann, Würzburg 2017, ISBN 978-3-8260-6202-5.